# Liste der Nummer-eins-Hits in Kanada (2009)
Diese Liste enthält alle Nummer-eins-Hits in Kanada im Jahr 2009. Es gab in diesem Jahr zehn Nummer-eins-Singles und 27 Nummer-eins-Alben.
| Singles | Alben |
| --- | --- |
| - Lady Gaga – Poker Face - 8 Wochen (13. Dezember 2008 – 6. Februar 2009, insgesamt 9 Wochen) - Kelly Clarkson – My Life Would Suck Without You - 1 Woche (7. Februar – 13. Februar) - Lady Gaga – Poker Face - 1 Woche (14. Februar – 20. Februar, insgesamt 9 Wochen) - Eminem feat. Dr. Dre & 50 Cent – Crack a Bottle - 1 Woche (21. Februar – 27. Februar) - Flo Rida feat. Kesha – Right Round - 7 Wochen (28. Februar – 17. April, insgesamt 9 Wochen) - The Black Eyed Peas – Boom Boom Pow - 1 Woche (18. April – 24. April, insgesamt 9 Wochen) - Flo Rida feat. Kesha – Right Round - 2 Wochen (25. April – 8. Mai, insgesamt 9 Wochen) - The Black Eyed Peas – Boom Boom Pow - 8 Wochen (9. Mai – 3. Juli, insgesamt 9 Wochen) - The Black Eyed Peas – I Gotta Feeling - 16 Wochen (4. Juli – 23. Oktober) - Britney Spears – 3 - 1 Woche (24. Oktober – 30. Oktober) - David Guetta feat. Akon – Sexy Bitch - 2 Wochen (31. Oktober – 13. November) - Lady Gaga – Bad Romance - 1 Woche (14. November – 20. November, insgesamt 5 Wochen) - Kesha – Tik Tok - 2 Wochen (21. November – 4. Dezember, insgesamt 9 Wochen; → 2010) - Lady Gaga – Bad Romance - 4 Wochen (5. Dezember 2009 – 1. Januar 2010, insgesamt 5 Wochen) | - Nickelback – Dark Horse - 2 Wochen (27. Dezember 2008 – 9. Januar 2009, insgesamt 6 Wochen; → 2008) - Britney Spears – Circus - 1 Woche (10. Januar – 16. Januar, insgesamt 2 Wochen; → 2008) - Nickelback – Dark Horse - 1 Woche (17. Januar – 23. Januar, insgesamt 6 Wochen) - Lady Gaga – The Fame - 2 Wochen (24. Januar – 6. Februar) - Nickelback – Dark Horse - 1 Woche (7. Februar – 13. Februar, insgesamt 6 Wochen) - Bruce Springsteen – Working on a Dream - 2 Wochen (14. Februar – 27. Februar) - Lily Allen – It’s Not Me, It’s You - 1 Woche (28. Februar – 6. März) - Nickelback – Dark Horse - 1 Woche (7. März – 13. März, insgesamt 6 Wochen) - Lamb of God – Wrath - 1 Woche (14. März – 20. März) - U2 – No Line on the Horizon - 3 Wochen (21. März – 10. April) - Ginette Reno – Fais-moi la tendresse - 1 Woche (11. April – 17. April, insgesamt 2 Wochen) - Verschiedene Interpreten – Star Académie 2009 - 1 Woche (18. April – 24. April) - The Tragically Hip – We Are the Same - 1 Woche (25. April – 1. Mai) - Hannah Montana: The Movie (Soundtrack) - 2 Wochen (2. Mai – 15. Mai) - Jean Leloup – Mille Excuses Milady - 1 Woche (16. Mai – 22. Mai) - Ginette Reno – Fais-moi la tendresse - 1 Woche (23. Mai – 29. Mai, insgesamt 2 Wochen) - Green Day – 21st Century Breakdown - 1 Woche (30. Mai – 5. Juni) - Eminem – Relapse - 3 Wochen (6. Juni – 26. Juni) - The Black Eyed Peas – The E.N.D. - 1 Woche (27. Juni – 3. Juli, insgesamt 9 Wochen) - Jonas Brothers – Lines, Vines and Trying Times - 1 Woche (4. Juli – 10. Juli) - The Black Eyed Peas – The E.N.D. - 3 Wochen (11. Juli – 31. Juli, insgesamt 9 Wochen) - Billy Talent – Billy Talent III - 2 Wochen (1. August – 14. August) - The Black Eyed Peas – The E.N.D. - 5 Wochen (15. August – 18. September, insgesamt 9 Wochen) - Whitney Houston – I Look to You - 1 Woche (19. September – 25. September) - Jay-Z – The Blueprint³ - 1 Woche (26. September – 2. Oktober) - Muse – The Resistance - 1 Woche (3. Oktober – 9. Oktober) - Pearl Jam – Backspacer - 1 Woche (10. Oktober – 16. Oktober) - Madonna – Celebration - 1 Woche (17. Oktober – 23. Oktober) - Michael Bublé – Crazy Love - 3 Wochen (24. Oktober – 13. November) - Michael Jackson – This Is It - 2 Wochen (14. November – 27. November) - Bon Jovi – The Circle - 1 Woche (28. November – 4. Dezember) - Justin Bieber – My World - 1 Woche (5. Dezember – 11. Dezember) - Susan Boyle – I Dreamed a Dream - 6 Wochen (12. Dezember 2009 – 22. Januar 2010) |